# Julius Naeher

Julius Naeher, 1894

Julius Ernst Naeher (* 1. April 1824 in Pforzheim; † 18. Februar 1911 in Tolkewitz bei Dresden; manchmal auch Julius Näher) war ein deutscher Ingenieur und Heimatforscher. Seine Veröffentlichungen über Burgen zählen heute noch als Standardwerke.

## Ausbildung
Julius Naeher wurde geboren als Sohn von Karl Theodor Naeher, Fabrikbesitzer und Stadtrat in Pforzheim. Naeher besuchte vom 8. bis 15. Lebensjahr das Pädagogium in Pforzheim. Im Spätjahr 1839 trat er in die 1. Klasse der Vorschule der Polytechnischen Schule in Karlsruhe ein und schloss die drei allgemeinen, mathematischen Klassen 1842 ab. Anschließend besuchte er die drei Kurse der Polytechnischen Schule. In seiner Studentenzeit war er 1843 Gründungsmitglied der Burschenschaft Teutonia. 1879 wurde er Ehrenbursch der Karlsruher Burschenschaft Germania, später der Karlsruher Burschenschaft Arminia und der Burschenschaft Cheruscia Dresden.
Am 14. Mai 1846 beantragte Naeher die Zulassung zur Staatsprüfung. Der „Ingenieur-Kandidat“ Naeher wurde durch Verfügung der Oberdirektion des Wasser- und Straßenbaues vom 9. Juni 1847 nach Erlass des Großherzoglichen Ministeriums des Inneren vom 22. Mai 1847 nach ordnungsmäßig erstandener Staatsprüfung unter die Zahl der „Ingenieur-Praktikanten“ aufgenommen. An die Staatsprüfung schloss sich ein halbjähriger Aufenthalt in Genf an wegen Ausbildung in der französischen Sprache. Naeher hörte an der Akademie Vorlesungen über Physik und Chemie.

## Beruflicher Werdegang
Im Winter 1847/1848 arbeitete Näher bei der Wasser- und Straßenbauinspektion Karlsruhe. Nach Ausbruch der Februarrevolution fand er durch Vermittlung des Großherzoglichen Badischen Kriegs-Ministeriums Anstellung bei der Festungsbaudirektion in Rastatt, wo er von dem K. und K. Österreichischen Generalobersten Eberle mit dem Bau eines isolierten Vorwerkes der Lunette 43 beauftragt wurde.
Im Mai 1849 zog Naeher mit den österreichischen Truppen an den Bodensee, um in Bregenz den Verlauf der Revolution abzuwarten. Schon im Juni 1849 kehrte Naeher in die Heimat zurück, war bis August 1849 auf dem Büro der Ingenieurschule mit Entwerfen und Zeichnen von „Originalblättern“ beschäftigt, lebte dann zunächst in Pforzheim, wo er von der Stadtverwaltung den Auftrag zum Entwurf der Auerbrücke bekam. Au war ein Vorort von Pforzheim.
Im März 1852 wurde Naeher, wieder in den Staatsdienst aufgenommen, bei verschiedenen Wasser- und Straßenbau-Inspektionen tätig, so in Baden-Baden, Bruchsal, Freiburg, Heidelberg, Lörrach, Mannheim, Stockach und Wertheim. Während der Zugehörigkeit zur Inspektion Wertheim bewarb sich Naeher, ohne die Oberdirektion des Wasser- und Straßenbauer zu verständigen, um Anstellung bei der Großherzoglichen Direktion der Verkehrsanstalten, da er den Betrieb von Eisenbahnen kennenlernen wollte. Bei der Verwaltung der Verkehrsanstalten blieb Naeher bis Ende des Jahres 1853. Von Februar 1854 an arbeitete er wieder im Bereich der Oberdirektion des Wasser- und Straßenbaues.
Mit Wirkung vom 1. Oktober 1858 wurde Naeher zum Baukondukteur, Bezirkspraktikant, ernannt, am 9. August zum Ingenieur II. Klasse. Das Jahr 1862 brachte ihm die Ernennung zum Ingenieur I. Klasse.
Während des Krieges 1870/1871 erhielt Naeher zwei verantwortungsvolle Aufträge: Im Sommer 1870 wurde er zusammen mit einem Kollegen beim Bau der Eisenbahnlinie Graben-Germersheim eingesetzt, und im Herbst 1870 wiederum mit seinem Kollegen der Inspektion Rastatt zur Verwendung bei der Wiederherstellung und Unterhaltung der Straßen und Bahnen im Unterelsaß zugeteilt. Als Anerkennung für die im Elsass geleistete Arbeit erhielt Naeher durch allerhöchste Entschließung vom 12. Juni 1871 das Ritterkreuz I. Klasse des Ordens vom Zähringer Löwen verliehen. Von 1874 bis 1875 leitete er den Straßenbau von Langensteinbach über Mutschelbach nach Kleinsteinbach; in dieser Zeit wohnte er im heute noch bestehenden Gasthaus „Grüner Baum“.
Im Mai 1878 erhielt Naeher einen mehrmonatigen Urlaub bewilligt, den er beantragt hatte, um auf Einladung seines Schwagers, des Barons von Bandeira in Bahia, Brasilien, zu besuchen. In seinem Urlaub versprach Naeher in einem Schreiben an den Geheimrat Muth: „Ich war gottlob immer gesund, nur ist jetzt die Hitze, da hier die Sommerzeit beginnt, furchtbar. Ich hatte übrigens die Zeit, wie Sie sich überzeugen werden, sehr nützlich verwertet, indem ich 150 Zeichnungen von Pflanzen, Bäumen und Früchten etc. aufnahm, die unsere Herren sehr interessieren werden, und sehr wertvoll sind. Hier ist es wirklich nur die Vegetation, die bewundernswürdig ist.“
Von der Reise, die er am 19. Juni angetreten hatte, kam Naeher am 9. Dezember 1878 zurück. Die mitgebrachten 150 Zeichnungen legte Naeher der Oberdirektion mit dem Bericht vom 10. Dezember 1878 vor. Die bislang verschollenen Ergebnisse der Reise müssen so bemerkenswert gewesen sein, dass sie Naeher die Ehrenmitgliedschaft des Museums für Völkerkunde in Leipzig einbrachten. Drei Jahre später veröffentlichte er die Eindrücke und Erinnerungen seiner Reise in dem Buch „Land und Leute in der Brasilianischen Provinz Bahia“.
Mit allerhöchster Staatsministerialentschließung vom 28. Oktober 1881 verlieh der Großherzog dem Ingenieur I. Klasse Naeher beim Technischen Büro der Oberdirektion des Wasser- und Straßenbaues den Titel „Inspektor“.
Naeher wurde durch Großherzogliche Entschließung vom 28. November 1884 in den Ruhestand versetzt. Nach dem Ausscheiden aus dem Staatsdienst verlegte Naeher im Jahre 1885 seinen Wohnsitz zunächst nach Straßburg. Im Winter 1885/1886 weilte er „zur Wiederherstellung seiner Gesundheit“ in Lausanne. Während dieses Aufenthaltes machte er die Studien für seine Arbeit über das Schloss de La Sarraz, die 1886 in Lausanne im Druck erschien. Wie lange Naeher in Straßburg wohnte, ist nicht bekannt. In den Jahren 1890 bis 1895 wohnte er in Heidelberg. Danach zog er nach Dresden, wo er bis zu seinem Tod lebte.

## Burgenforschung

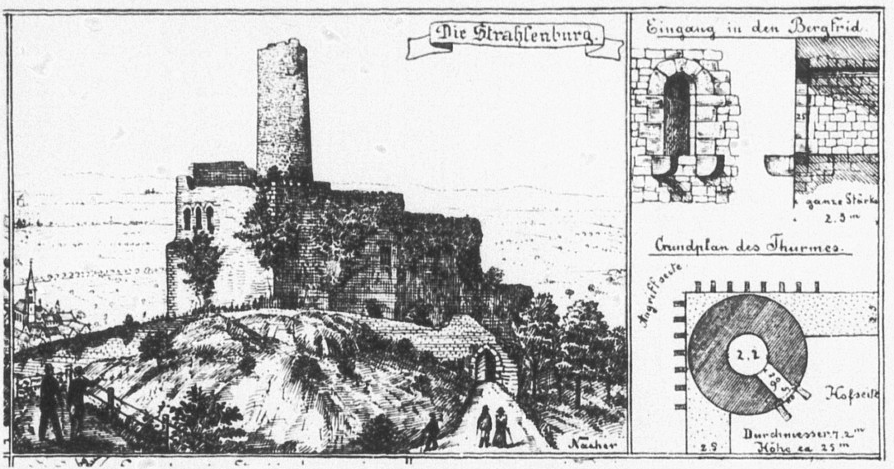
Strahlenburg 1891

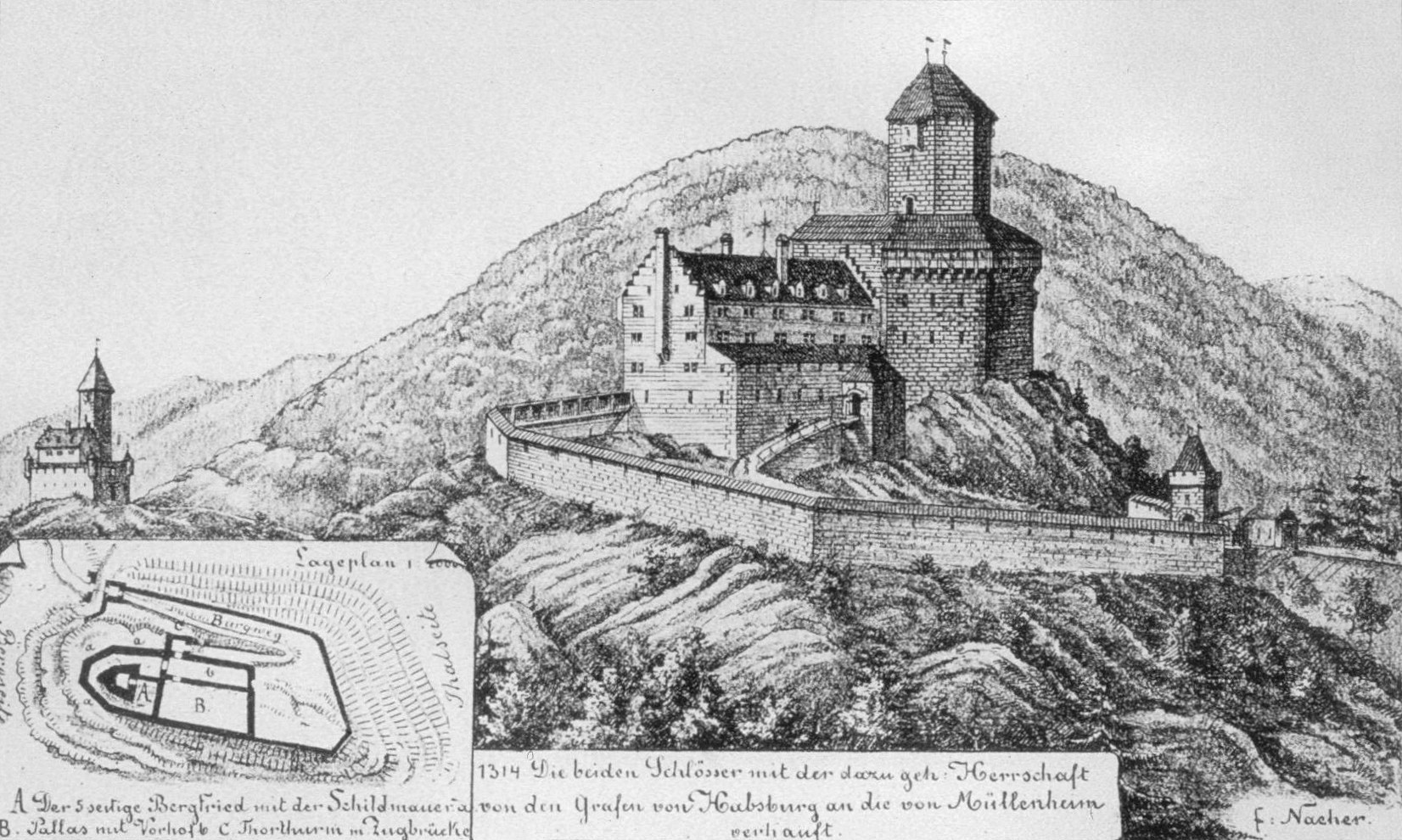
Burg Ortenberg 1905

Naeher hat sich in seinem Leben ausführlich mit dem Besuch, der Aufnahme und der Bearbeitung von Burgen und Denkmälern seiner engeren und weiteren Heimat beschäftigt. Hinzu kamen bald die Pfalz und Rheinhessen, Teile von Württemberg und Hessen, die deutschsprachige Schweiz und (nach 1870/1871) das Elsaß-Lothringen sowie die Romanische Schweiz. Von allen diesen Burgenlandschaften lieferte er in den folgenden Jahrzehnten nach seinem Ruhestand in der für ihn typischen Art und Darstellungsweise kleine, reich bebilderte Publikationen, die nach einer Einführung jeweils aus Objekttexten und einem Tafelteil von Lithographien bzw. Holzschnitten bestehen, in dem in der Regel jede Burg in Grundriss und Ansicht nach seinen eigenen Aufnahmen dargestellt erscheint. Häufig sind dabei mehrere Burgen und Denkmäler auf einem Blatt zusammengefasst. Bereichert werden die Bildwiedergaben meist durch die Aufnahme verschiedener Details, seien es bestimmte Bauteile in vergrößerter Darstellung, seien es Scharten oder Gusserker, Mauerwerksaufnahmen oder Steinmetzzeichen, Wappen oder Inschriften.
Außer den zahlreichen, den zentralen badischen und angrenzenden Landschaften verpflichteten Burgendarstellungen, sind vorwiegend drei für die Entwicklung der Burgenkunde aufschlussreiche, für Naehers Denk- und Arbeitsweise bezeichnende „Hauptwerk“ zu nennen:
- Die deutsche Burg, ihre Entstehung und ihr Wesen, insbesondere in Süddeutschland. Berlin 1885.
- Die militärarchitektonische Anlage der Ritterburgen der Feudalzeit. In: Süddeutsche Bauzeitung. Dachau 1893
- Die Burgenkunde für das südwestdeutsche Gebiet. München 1901 (Unveränderter Nachdruck von 1979: ISBN 3-8035-1007-4)

In diesen Werken, die durchweg schmale Bände darstellen, erscheint, aufbauend auf den zahlreichen Einzeldarstellungen, eine Summe der Naeher'schen Burgenstudien verwirklicht. Naeher hat insgesamt mehr als 75 Veröffentlichungen getätigt.
Nach Julius Naeher ist eine Straße in Pforzheim benannt. Das Stadtarchiv Pforzheim verfügt über die gedruckten Werke Naehers sowie über einige Original-Zeichnungen.

## Veröffentlichungen (Auswahl)
- Land und Leute in der brasilianischen Provinz Bahia. Gustav Weigel, Leipzig 1881.
- mit Karl Christ: Die ersten germanischen Vertheidigungsbauten am Oberrhein. In: Bonner Jahrbücher. Bd. 74, 1882.
- Die baulichen Anlagen der Römer in den Zehntlanden (badischen Antheiles) insbesondere: Die Anlage der Villen mit Anhang über die Ausgrabung der Villa in der Altstatt bei Meßkirch. Macklot, Karlsruhe 1883. Digitalisat
- Die Umgebung der Residenzstadt Karlsruhe: Ein Beitrag zur Vaterlandskunde mit 47 Originalaufnahmen in 8 Erinnerungsblättern und einer Karte der Umgebung von Karlsruhe. Gutsch, Karlsruhe 1884.
- Die Stadt Pforzheim und ihre Umgebung. Pforzheim 1884 (Digitalisat).
- mit Heinrich Maurer: Die alt-badischen Burgen und Schlösser des Breisgaues: Beiträge zur Landeskunde. Emmendingen 1884; Nachdruck: W. Abel, Freiburg im Breisgau 1981, ISBN 3-9800253-3-0.
- Die Burgen, Schlösser und Städte des oberen Kraichgaues: Ein Beitrag zur Landeskunde. Gutsch, Karlsruhe 1885.
- Die deutsche Burg, ihre Entstehung und ihr Wesen, insbesondere in Süddeutschland. Toeche, Berlin 1885. Digitalisat
- Die Burgen in Elsass-Lothringen: Ein Beitrag zur Kenntniss der Militär-Architectur des Mittelalters. Noiriel, Straßburg 1886.
  - Band 1
  - Band 2 (Google Books).
- Die Burgen der rheinischen Pfalz: Ein Beitrag zur Landeskunde und mittelalterlichen Kriegsbaukunst enthaltend 14 Tafeln mit 40 Burgen nach den Selbstaufnahmen des Verfassers. Straßburg 1887; Nachdruck: Selbstverlag, Kaiserslautern 2001, ISBN 3-9802284-8-7.
- Die römischen Militärstrassen und Handelswege in der Schweiz und in Südwestdeutschland. Selbstverlag, Straßburg 1887.
- Die Baudenkmäler der unteren Neckargegend und des Odenwaldes: Aufnahme, Autographie und Beschreibung. Groos, Heidelberg 1891.
- Die militärarchitektonische Anlage der Ritterburgen der Feudalzeit, insbesondere die Darstellung der verschiedenen Bauarten bei den Schwaben, Franken, Normannen, Burgunder und Langobarden. Mondrion, Dachau 1893 (aus: Süddeutsche Bauzeitung).
- Schloß und Stadt Pforzheim vor der Zerstörung 1688: Mit Grundplan. Ringe, Pforzheim 1895.
- Die Burgenkunde für das südwestdeutsche Gebiet. Süddeutsche Verlagsanstalt, München 1901; Nachdruck: Weidlich, Frankfurt am Main 1979, ISBN 3-8035-1007-4. Digitalisat